# Отонеос, Александрос
Александрос Отонеос  (греч. Αλέξανδρος Οθωναίος; 1 января 1879, Йитион — 20 сентября 1970, Афины) — греческий офицер, генерал. Возглавил переходное правительство в 1933 году.

## Биография
Александрос Отонеос родился в городе Йитионе на полуострове Мани в 1879 году.
Окончил Военное училище эвэлпидов.
В 1904 году был среди греческих офицеров, отправившихся в османскую Македонию, для поддержки одновременной борьбы греков македонян против осман и болгар.
Поскольку военная пропаганда и бои происходили на территории Османской империи, с которой на тот момент Греция находилась в мире, все офицеры участники Борьбы за Македонию действовали под псевдонимами. Отонеос действовал под псевдонимом капитан Палмидис (καπετάν Παλμίδης), был прикреплён к греческому консульству в Салониках, но его задачи были ограничены сбором информации и координацией действий отрядов греческих партизан.
Одновременно греческие офицеры, находившиеся подпольно в Македонии, были недовольны положением дел в самом Греческом королевстве и вмешательством королевской семьи в дела армии.
Отонеос был в числе участников тайной офицерской сходки в Салониках, в которой приняли участие Иоаннис Деместихас, Александр Мазаракис и другие, ставшие известными впоследствии офицеры. Сходка стала одним из событий, предшествовавших созданию «Военного союза» и офицерского движения в Афинах («Движение в Гуди») в 1909 году:266. Отонеос был членом «Военного союза» и принял активное участие в событиях 1909 года.
Александрос Отонеос принял участие в победоносных для греческого оружия Балканских войнах.
В годы Первой мировой войны командовал 7-м полком Крита на Македонском фронте.
После того как, по просьбе Антанты, премьер-министр Э. Венизелос послал греческие части на юг Украины, в поддержку союзников и Белого движения, полковник Отонеос был среди офицеров отправившихся в Украинский поход добровольцем:362.

## Малая Азия
В 1919 году, по мандату Антанты, греческая армия заняла западное побережье Малой Азии. В дальнейшем Севрский мирный договор 1920 года закрепил временный контроль региона за Грецией, с перспективой решения судьбы региона через 5 лет на референдуме населения. Завязавшиеся здесь бои с кемалистами стали приобретать характер войны, которую греческая армия была вынуждена вести уже в одиночку.
На первом этапе этой войны, Отонеос командовал дивизией города Кидониес. Из союзников, Италия с самого начала поддерживала кемалистов, Франция, решая свои задачи, стала постепенно также оказывать поддержку кемалистам. Однако греческая армия прочно удерживала свои позиции.
Геополитическая ситуация изменилась коренным образом и стала роковой для греческого населения Малой Азии после парламентских выборов в Греции, в ноябре 1920 года. Под лозунгом «мы вернём наших парней домой» и получив поддержку, значительного в тот период, мусульманского населения, на выборах победила партия монархистов. Возвращение в Грецию германофила короля Константина освободило союзников от обязательств по отношению к Греции. Уже в совсем иной геополитической обстановке и не решив вопрос с греческим населением Ионии, монархисты продолжили войну. При этом, значительная часть офицеров, сторонников Венизелоса, была удалена из армии. Отонеос был в их числе:373.
Озабоченные судьбой христианского населения региона, отставные офицеры создали в Константинополе «Союз Национальной обороны Константинополя», с целью создания автономной Ионии и отрядов самообороны христианского населения. «Союз» возглавил отставной генерал Д. Иоанну:354. Отонеос состоял в руководстве «Союза».
Правление монархистов завершилось поражением армии и резнёй и изгнанием коренного населения Ионии. В последовавшем антимонархистском восстании греческой армии 11 сентября 1922 года, Отонеос, наряду с Т. Пангалосом и контр-адмиралом А. Хадзикирьякосом, был в тройке «Временного революционного комитета»:389.
В октябре 1922 года, Отонеос стал председателем чрезвычайного военного трибунала на Процессе шести, который приговорил к смерти Димитриоса Гунариса, П. Протопападакиса, Николаоса Стратоса, Георгиоса Балтадзиса, Николаоса Теотокиса и Георгиоса Хадзианестиса:394:359.

## Межвоенные годы
В 1923 году, в звании генерал-лейтенанта, Отонеос командовал 2-м и 3-м корпусом армии.
В 1925 году, после переворота Т. Пангалоса ушёл в отставку.
С возвращением к власти Венизелоса, Отонеос был призван в армию в 1928 году:424 и назначен инспектором Второго инспектората армии и, одновременно, председателем Высшего военного совета.
В 1932 году правительство возглавил Π. Цалдарис. Однако уже в январе 1933 года, после голосования в парламенте, к власти вновь пришла партия Венизелоса. Венизелос объявил новые выборы на 5 марта 1933 года. Состоявшиеся в марте выборы создали, по причине прихоти избирательной системы, парадоксальную ситуацию, когда партия Венизелоса, получившая большинство голосов, проигрывала в числе мест в парламенте. В присутствии Отонеоса, генерала К. Манетаса и Н. Πластираса, Венизелос заявил что он «естественно» передаст власть, согласно конституционного порядка:425. Однако 6 марта, Пластирас, имея, поддержку 3-го и 4-го корпусов армии и флот, под командованием адмирала И. Деместихаса, совершил переворот. В конечном итоге Пластирас был убеждён передать власть переходному военному правительству, которое возглавил Александрос Отонеос.
Отонеос, ставший премьер-министром на 4 дня, передал власть победителю выборов, Π. Цалдарису, 10 марта:427. Отонеос не принял участие в попытке сторонников Венизелоса вернуть его к власти военным путём в 1935 году:438, но был удалён из армии:445.

## Вторая мировая война и послевоенные годы
Шестидесятилетний Отонеос не был призван в армию с началом греко-итальянской войны в 1940 году. Отонеос не был также активен в годы тройной, германо-итало-болгарской, оккупации Греции (1941—1944).
Тем временем, его бывший подчинённый и протеже, полковник Стефанос Сарафис, принял командование Народно-освободительная армия Греции (ЭЛАС). Все эти годы командование ЭЛАС предлагало Отонеоса в качестве командующего объединённых сил ЭЛАС, ЭДЕС и других, более маленьких организаций Сопротивления.
После освобождения Греции в октябре 1944 года и высадки британских войск в Аттике, премьер-министр Г. Папандреу назначил Отонеоса главнокомандующим всех вооружённых сил в Греции. Однако при этом вне командования Отонеоса оставались не только британские части генерала Скоби (Ronald Scobie, 1893—1969), но и сформированные эмигрантским правительством на Ближнем Востоке и переданные под командование Скоби 3-я Греческая горная бригада, Священный отряд, но и жандармерия и полиция:748. Поскольку ЭЛАС и ЭДЕС подлежали расформированию, «генерал Отонеос стал бы главнокомандующим без армии»:749. Отонеос имел признание всех политических сторон в Греции и когда он предложил начальником генерального штаба Сарафиса, Папандреу, «осознавая как он мал перед генералом», согласился.
Одновременно Отонеос представил свои предпосылки, при которых он мог принять командование:749:
- Абсолютная власть над греческими вооружёнными силами, согласно греческого законодательства.
- Генерал Скоби будет иметь под своим командованием только британские силы, находящиеся на греческой территории.

Папандреу, «не в силах отказать Отонеосу лицом к лицу», пригласил Скоби:755. Англичанин начал давать приказы Отонеосу, который прервал Скоби, заявив что не признаёт за ним право решать вопросы формирования греческой армии. Одновременно, Отонеос заявил Папандреу, что если тот не согласен с мнением командующего, пусть немедленно заменит его. Скоби, «ведя себя как правитель британской колонии», 16 ноября 1944 года объявил Афины «запретной зоной» для партизан ЭЛАС:756:
События стремительно шли к Декабрьским боям между Народно-освободительной армией Греции, с одной стороны, и британской армией, греческими частями, созданными эмигрантским правительством, полицией, жандармерией и бывшими коллаборационистами, с другой стороны.
В последующие годы Отонеос был председателем «Союза демократических обществ» и «Всегреческой федерации демократических обществ».
Генерал-лейтенант Отонеос умер 20 сентября 1970 года и был похоронен на Первом афинском кладбище.